# Estación La Lucila
La Lucila es una estación de ferrocarril ubicada en el barrio homónimo, en el partido de Vicente López, Provincia de Buenos Aires, Argentina.

## Servicios
Es una estación intermedia del servicio eléctrico metropolitano de la Línea Mitre Ramal tigre, que se presta entre las estaciones Retiro y Tigre y es operado por Trenes Argentinos Operaciones.

## Historia
La estación fue instalada el 10 de noviembre de 1933, en carácter de apeadero, sobre las líneas férreas del otrora Ferrocarril del Norte de Buenos Aires.
La estación fue construida en tierras que pertenecían a la Residencia La Lucila, donadas por Alfredo F. de Urquiza. Su nombre se debe al de la esposa de este, Lucila Marcelina Anchorena de Urquiza. Tras la crisis de la década del 30, los gastos de mantenimiento de la Residencia La Lucila resultaron excesivos y sus herederos no lograron un acuerdo para mantenerla. Por ello, en 1939 decidieron demolerla, y en 1943 remataron sus terrenos. De la construcción original únicamente sobrevivió el mirador, que es el rincón más antiguo del barrio.